# Taígete (estrella)
Taígete, oficialment Taygeta  (19 del Taure / 19 Tauri), és un estel que forma part del cúmul obert de les Plèiades a la constel·lació de Taure. La seva magnitud aparent és +4,29, la sisena més brillant de les Plèiades, i és situada a 422 anys llum de distància del Sistema Solar.

## Nom
El nom de Taígete prové de la mitologia grega; Táigete és una de les Plèiades. mare de Lacedèmon. Aquest estel va ser esmentat per Ovidi i Virgili, anomenada pel primer Soror Pleiadum.
Per la seva banda, el governant i astrònom persa Ulugh Beg la va descriure com «Pleiadum minima».

## Característiques
Taígete és un estel binari les components del qual, separades 0,012 segons d'arc, tenen magnituds aparents de +4,6 i +6,1. La component principal és una subgegant blanc-blavosa de tipus espectral B6IV i 14.180 K de temperatura efectiva. Té una lluminositat 600 vegades major que el Sol i una massa de 4,5 masses solars. Amb un radi 4,5 vegades més gran que el radi solar, gira sobre si mateixa amb una velocitat de rotació de 133 km/s. El seu període de rotació és inferior a 1,7 dies. La component secundària és 150 vegades més lluminosa que el Sol, cosa que aproximadament correspon a un estel de tipus B9 amb una massa de 3,2 masses solars.
La separació mitjana entre ambdues components és de 4,6 ua, i el seu període orbital és de 3,60 anys (1313 dies). Un tercer estel, molt més allunyat a 2 minuts d'arc, sembla improbable que estiga gravitacionalment lligat al parell interior, donada la densa població d'estels a la regió. Si realment estigués relacionat estaria situat almenys a 9000 ua de Taígete.